# Raila Odinga
Raila Amolo Odinga (Maseno, 7 gennaio 1945) è un politico keniota, primo ministro del Kenya dal 2008 al 2013.

## Biografia
Figlio di Jaramogi Oginga Odinga, ex vice premier del Kenya, è stato membro del parlamento dal 1992, divenendo in seguito Ministro dell'Energia e dei Lavori Pubblici.
Leader del partito ODM, Movimento Democratico Arancione, di etnia Luo, ha sfidato il premier in carica Mwai Kibaki per le elezioni presidenziali del 27 dicembre 2007. Secondo i risultati delle elezioni proclamati dal governo, ma contestati da più parti (inclusi gli osservatori delle Nazioni Unite), Kibaki è risultato vincitore delle elezioni.